# Richard et Charlie
Richard et Charlie sont deux personnages de bande dessinée, copains inséparables, créés par Jean Tabary. Ils apparaissent en 1956 dans l'hebdomadaire Vaillant, à raison d'une page par semaine. Ils sont de caractère diamétralement opposé, Richard étant (trop) sérieux mais beau gosse et Charlie (trop) comique. Ils vont aller de péripétie en péripétie tels deux aventuriers, menant leurs enquêtes en affrontant mille dangers.

## Les aventures
- 1956 : L’étrange professeur Crobbs
- 1957 : La girafe blanche
- 1958 : L’enlèvement
- 1959 : L'île du bonheur
- 1960 : Richard et Charlie au Japon
- 1961 : Richard et Charlie et Vlugubu
- 1962 : Une maison disparaît
- 1962 : Coups bas

## Albums
Un seul album a été édité en 1977, Richard et Charlie au Japon  aux éditions Glénat.